# 廣本江瑠香
廣本 江瑠香（ひろもと えるか、2000年7月6日 - ）は、日本の女子プロボクサー。山口県岩国市出身。広島三栄ボクシングジム所属。第6代OPBF東洋太平洋女子ミニマム級王者。
父は元プロボクサーの廣本匡裕、兄の廣本彩刀は芦屋大学ボクシング部出身で角海老宝石ボクシングジムに所属している。

## 来歴
アマチュア時代はU-15の全国大会で5度優勝。高校には進学せず、父と同じ型枠大工として働きながらプロになる。
2017年10月8日、NTTクレドホールにて岡本姫沙良（真正）戦でプロデビュー戦勝利。当初はかつて父も所属していた廿日市市の中内ジム所属だった。
2018年2月18日、プロ2戦目で後の日本ミニマム級王者鈴木なな子（ワタナベ）に判定勝利。この試合より広島三栄に移籍。
2018年5月27日、イム・チャンミ（ 韓国）に判定勝利でプロ3連勝。
2018年11月18日、チャリマエ・サルバドール（ フィリピン）に判定勝利でプロ4連勝。
2019年6月9日、OPBF東洋太平洋女子ミニマム級王座決定戦に挑み、1年ぶりの再戦となったイム・チャンミを2-0で返り討ちにしタイトル獲得、広島のジム所属では男女通じて初の東洋太平洋王者となった。また、18歳11ヶ月3日での東洋太平洋女子王座獲得は古川夢乃歌を抜く国内最年少記録であり、男子を含めても沢田二郎、亀田興毅に次ぐ歴代3位記録。
2019年11月17日、地元岩国で葉月さな（YuKO）に1-2の判定で敗れ、王座初防衛に失敗した。この試合は葉月さなのドキュメンタリー映画「雲旅」でも確認できる名勝負。

## 戦績
- プロ：6戦5勝1敗

| 戦           | 日付           | 勝敗 | 時間 | 内容    | 対戦相手                 | 国籍       | 備考                                 |
| ------------ | -------------- | ---- | ---- | ------- | ------------------------ | ---------- | ------------------------------------ |
| 1            | 2017年10月8日  | 勝利 | 4R   | 判定2-0 | 岡本姫沙良（真正）       | 日本       | プロデビュー戦                       |
| 2            | 2018年2月18日  | 勝利 | 4R   | 判定3-0 | 鈴木なな子（ワタナベ）   | 日本       |                                      |
| 3            | 2018年5月27日  | 勝利 | 4R   | 判定3-0 | イム・チャンミ           | 韓国       |                                      |
| 4            | 2018年11月18日 | 勝利 | 6R   | 判定3-0 | チャリマエ・サルバドール | フィリピン |                                      |
| 5            | 2019年6月9日   | 勝利 | 8R   | 判定2-0 | イム・チャンミ           | 韓国       | OPBF東洋太平洋女子ミニマム級王座獲得 |
| 6            | 2019年11月17日 | 敗北 | 8R   | 判定1-2 | 葉月さな（YuKO）         | 日本       | 王座陥落                             |
| テンプレート |                |      |      |         |                          |            |                                      |

## 獲得タイトル
- 第6代OPBF東洋太平洋女子ミニマム級王座（防衛0）